# 生活残骸
《生活残骸》（英語：Trainwreck）是一部2015年由賈德·阿帕托执导的美国浪漫喜剧片，艾米·舒默编剧，艾米·舒默 、比爾·哈德、蒂達·史雲頓、埃兹拉·米勒、布丽·拉尔森、Colin Quinn、Vanessa Bayer、約翰·希南和勒布朗·詹姆斯主演。2015年3月15日在西南偏南影展上首映，美国于2015年7月17日由环球影业发行上映。

## 剧情
艾米从小被父亲教导婚姻不现实，一夫一妻不现实，长大后热衷泡吧，一直与不同男人约会却从不恋爱。一天，身为男性杂志编辑的她，前去采访一位专为运动员治疗运动损伤的医生亚伦，不料遇见了可能终结她完美单身生活的真命天子。

## 演员
- 艾米·舒默[3] - Amy Townsend
  - Devin Fabry - 9岁的 Amy
- 比爾·哈德[3] - Dr. Aaron Conners
- 布丽·拉尔森[3] - Kim Townsend
  - Carla Oudin - 5岁的 Kim
- 蒂達·史雲頓[3] - Dianna
- Colin Quinn[3] - Gordon Townsend
- 約翰·希南[3] - Steven
- 麥克·柏比葛利亞[3] - Tom
- Jon Glaser[3] - Schultz
- Vanessa Bayer[3] - Nikki
- 埃兹拉·米勒[3] - Donald
- 勒布朗·詹姆斯[4] - 他自己
- Evan Brinkman - Allister
- Method Man[4] - Temembe
- Norman Lloyd[5] - Norman
- Jim Norton[6] - Carriage司机
- 丹尼尔·拉德克利夫 - The Dog Walker
- 瑪麗莎·托梅[7] - The Dog Owner
- Randall Park[8] - Bryson
- Keith Robinson - Guy in Back of the Theater
- Dave Attell - Noam
- 喬許·塞嘉拉 - Staten Island Oli
- Bobby Kelly - One-Night Stand Guy
- Dan Soder - Dumpster Guy
- Tim Meadows - Tim
- Jim Florentine - One-Night Stand Guy
- Nikki Glaser - Lisa[9]
- Claudia O'Doherty - Wendy[9]
- Bridget Everett - Kat[9]
- Pete Davidson as Dr. Conners' patient
- Leslie Jones - Angry Subway Patron
- Marv Albert - 他自己
- 克里斯·埃弗特 - 她自己
- 馬修·波特歷 - 他自己
- Tony Romo - 他自己
- 阿玛雷·斯塔德迈尔 - 他自己

## 制作
2014年5月19日在纽约市开拍，同年8月1日杀青，取景地包括曼哈顿和长岛，当年12月制作完成。Jon Brion为影片配乐。

## 反响
烂番茄新鲜度85%，Metacritic上45家媒体综评75分，影院评分上观众给出"A-"的评级，获得普遍好评。
北美收获1.1亿美元，全球总计1.395亿美元。
获得第73届金球奖音乐喜剧类最佳影片、音乐喜剧类最佳女主角（Amy Schumer）两项提名。

## 枪击案
2015年7月23日，路易斯安那州拉法叶一家名叫的电影院发生枪击案，事发时正放映《生活残骸》。59岁的枪手约翰·拉塞尔·豪泽（John Russell Houser）在放映厅内开火，造成2人死亡，9人受伤，最终他吞枪自杀。舒默和影片发行方环球影业均发表声明，向受害者表示哀悼。悲剧过后，舒默和纽约州参议员查克·舒默呼吁实行更严厉的枪支管制法律。2015年10月，她和侄女在HBO脱口秀节目《Amy Schumer: Live at the Apollo》特辑中采访了枪击案的两位受害者。